# The Here And Now
The Here And Now es el cuarto álbum de estudio de la banda de metalcore británica Architects. Este álbum destaca entre los otros discos de la banda por ser el único con un sonido post-hardcore en vez del metalcore con influencias mathcore que caracterizaba a la banda.

## Antecedentes y grabación
El álbum fue grabado en The Omen Room Studios, en California, siendo Steve Evetts el productor del álbum. El álbum también cuenta con las participaciones especiales de Andrew Neufeld de Comeback Kid y Greg Puciato de The Dillinger Escape Plan, este último siendo una gran influencia en Architects. Neufeld decidió involucrarse en la grabación del álbum mientras Comeback Kid y Architects estaban de tour en 2010. Greg Puciato se involucró cuando visitó a los chicos de Architects para ver su nuevo álbum. A Puciato le gustó, por lo que decidió involucrarse en el álbum, cosa que a los miembros de Architects les emocionó mucho.

## Estilo musical y temas líricos
El estilo de la banda ha sido descrito como post-hardcore y hardcore melódico con toques de emo, alejándose del metalcore con influencia técnica del mathcore de Hollow Crown. La banda optó por este estilo ya que no querían grabar un "Hollow Crown parte II", ya que la banda siempre consideró que cada álbum que hacen tiene que ser distinto a su predecesor.
Las letras de este álbum son más positivas con respecto a sus predecesores, y se escuchan más voces limpias.

## Retrospección
Después del lanzamiento del disco, la banda se quiso alejar de este álbum de estudio. La promoción de este disco fue muy corta, y después de una entrevista relacionada con The Here And Now, Tom Searle le pidió por favor al mánager de la banda que no aceptase ninguna entrevista para la banda relacionada con este disco durante la promoción de este. A la banda no le gustó la dirección de algunos de los vídeos musicales del disco, especialmente "Heartburn", que dijeron disgustados que parecía un videoclip de una canción de Westlife. También, la banda no disfrutaba de las interpretaciones en vivo de las canciones de este lanzamiento porque parecían más que todo baladas comparadas con las canciones que tocaban en los shows de sus discos anteriores. Con el siguiente lanzamiento, Daybreaker, la banda sintió que podían demostrar que lo podían hacer mejor. En 2013, el vocalista Sam Carter dijo en una entrevista que con Lost Forever//Lost Together por fin podían alejarse del "desastre" que fue The Here And Now

## Lista de canciones
| The Here And Now |                                                                                  |          |  |
| N.º              | Título                                                                           | Duración |  |
| 1.               | «Day in Day out»                                                                 | 3:10     |  |
| 2.               | «Learn to Live»                                                                  | 4:01     |  |
| 3.               | «Delete, Rewind»                                                                 | 3:08     |  |
| 4.               | «BTN»                                                                            | 3:58     |  |
| 5.               | «An Open Letter to Myself»                                                       | 3:16     |  |
| 6.               | «The Blues»                                                                      | 3:17     |  |
| 7.               | «Red Eyes»                                                                       | 4:17     |  |
| 8.               | «Stay Young Forever» (con Andrew Neufeld de Comeback Kid)                        | 3:02     |  |
| 9.               | «Heartburn»                                                                      | 3:37     |  |
| 10.              | «Year In Year Out / Up and Away» (con Greg Puciato de The Dillinger Escape Plan) | 7:27     |  |
| 39:13            |                                                                                  |          |  |

| Pistas adicionales de la edición japonesa |                                        |          |  |
| N.º                                       | Título                                 | Duración |  |
| 11.                                       | «Day In Day Out» (Big Chocolate remix) | 4:47     |  |
| 12.                                       | «Learn to Live» (Big Chocolate remix)  | 4:30     |  |
| 48:30                                     |                                        |          |  |

| Edición especial de Century Media |                                        |          |  |
| N.º                               | Título                                 | Duración |  |
| 11.                               | «Day in Day Out» (Big Chocolate remix) | 4:47     |  |
| 44:00                             |                                        |          |  |

| Edición especial de 2012 |                                        |          |  |
| N.º                      | Título                                 | Duración |  |
| 11.                      | «Devil's Island»                       | 4:07     |  |
| 12.                      | «Untitled»                             | 3:29     |  |
| 13.                      | «Day in Day Out» (Big Chocolate remix) | 4:47     |  |
| 51:36                    |                                        |          |  |

## Personal

### Architects
- Sam Carter - voz
- Tom Searle (†) - guitarra líder
- Tim Hillier-Brook - guitarra rítmica
- Alex "Ali Dean" - bajo
- Dan Searle - batería

### Personal de Omen Room Studio
- Steve Evetts - producción, mezclado, ingeniería
- Allan Hessler - ingeniería

### Personal de West West Side Music
- Alan Douches - masterizado

### Personal adicional
- Jon Barmby - foto de portada
- Andrew Neufeld - voz adicional en "Stay Young Forever"
- Greg Puciato - voz adicional en "Year In Year Out/Up And Away"

- Datos: Q3987529